# Vita Bernwardi
Die Vita Bernwardi episcopi Hildesheimensis ist die Lebensbeschreibung des Bischofs Bernward von Hildesheim († 20. November 1022)
Als Autor nennt sich der Scholaster an der Hildesheimer Domschule Thangmar (* 940/950, † 25. Mai nach 1019). Zumindest für Teile des Textes ist dessen Urheberschaft gesichert, andere Teile wurden möglicherweise später hinzugefügt.
Die Vita Bernwardi ist eine der wesentlichen Quellen für die Geschichte der letzten Jahre der Liudolfinger. Als solche, aber auch in textgeschichtlicher Hinsicht findet sie ihre Fortsetzung in Wolfheres Lebensbeschreibungen von Bernwards Nachfolger Godehard.

## Textausgaben
- Vita Bernwardi episcopi Hildesheimensis auctore Thangmaro. In: Georg Heinrich Pertz u. a. (Hrsg.): Scriptores (in Folio) 4: Annales, chronica et historiae aevi Carolini et Saxonici. Hannover 1841, S. 754–782 (Monumenta Germaniae Historica, Digitalisat)
- Vita Bernwardi, lat.-dt., hg. von Hatto Kallfelz (FSGA 22: Lebensbeschreibungen einiger Bischöfe des 10.–12. Jahrhunderts), Darmstadt 1973, S. 263–361.
- Vita Bernwardi. Das Leben des Bischofs Bernward von Hildesheim. 1993, ISBN 3870657758